# Liste des édifices labellisés « Architecture contemporaine remarquable » de la Manche
Cet article recense les édifices labellisés « Architecture contemporaine remarquable » de la Manche, en France.
Le label « Architecture contemporaine remarquable » remplace depuis 2016 l'ancien label « Patrimoine du XXe siècle ». Il ne prend en compte que des édifices de moins de 100 ans à la date de labellisation, et qui ne sont pas protégés comme monuments historiques.
Au début 2024, la Manche compte 19 édifices ainsi labellisés.

## Liste
| Monument                                    | Commune               | Adresse                                              | Coordonnées                        | Notice     | Date | Illustration                                |
| ------------------------------------------- | --------------------- | ---------------------------------------------------- | ---------------------------------- | ---------- | ---- | ------------------------------------------- |
| Résidence Le Voltaire                       | Agon-Coutainville     | Promenoir de Jersey                                  | 49° 03′ 02″ nord, 1° 36′ 05″ ouest | ACR0000848 | 2006 | Image manquante Téléverser                  |
| Église Notre-Dame                           | Cavigny               |                                                      | 49° 11′ 37″ nord, 1° 06′ 31″ ouest | ACR0000849 | 2004 | Église Notre-Dame                           |
| Immeuble                                    | Cherbourg-en-Cotentin | 27 et 29 rue François-Lavieille                      | 49° 38′ 28″ nord, 1° 37′ 34″ ouest | ACR0000850 | 2006 | Immeuble                                    |
| Magasin Ratti                               | Cherbourg-en-Cotentin | rue Gambetta Rue des Portes                          | 49° 38′ 18″ nord, 1° 37′ 27″ ouest | ACR0000851 | 2006 | Magasin Ratti                               |
| Maison Constant Aussant-Sanier              | Cherbourg-en-Cotentin | 51 rue Albert-Mahieu                                 | 49° 38′ 19″ nord, 1° 37′ 30″ ouest | ACR0000852 | 2006 | Image manquante Téléverser                  |
| Monuments aux morts                         | Cherbourg-en-Cotentin | Avenue du Huit-Mai                                   | 49° 39′ 00″ nord, 1° 39′ 19″ ouest | ACR0000854 | 2006 | Image manquante Téléverser                  |
| Chapelle Saint-Vincent                      | Coutances             | 3 rue Daniel                                         | 49° 02′ 56″ nord, 1° 26′ 43″ ouest | ACR0000853 | 2004 | Image manquante Téléverser                  |
| Salle Marcel-Hélie (ancien marché couvert)  | Coutances             | 1 rue de la Halle-au-Blé                             | 49° 02′ 50″ nord, 1° 26′ 32″ ouest | ACR0001647 | 2006 | Image manquante Téléverser                  |
| Marché couvert                              | Granville             | 22 bis rue Général-Patton 13 rue Ernest-Lefranc      | 48° 50′ 19″ nord, 1° 35′ 47″ ouest | ACR0000855 | 2006 | Marché couvert                              |
| Église Saint-Cyr-et-Sainte-Julitte          | Laulne                |                                                      | 49° 15′ 02″ nord, 1° 28′ 16″ ouest | ACR0000858 | 2004 | Église Saint-Cyr-et-Sainte-Julitte          |
| Bureau de poste                             | Montmartin-sur-Mer    | 6 rue Pierre-des-Touches                             | 48° 59′ 20″ nord, 1° 31′ 33″ ouest | ACR0000859 | 2006 | Bureau de poste                             |
| Église Saint-Aubin                          | Pont-Hébert           | rue de la Libération                                 | 49° 09′ 56″ nord, 1° 07′ 40″ ouest | ACR0000860 | 2004 | Église Saint-Aubin                          |
| Église Saint-Rémy                           | Quibou                | rue des Tisserands                                   | 49° 04′ 05″ nord, 1° 12′ 02″ ouest | ACR0000861 | 2004 | Église Saint-Rémy                           |
| Église Saint-Georges                        | Raids                 | le Haut Manoir                                       | 49° 13′ 05″ nord, 1° 20′ 43″ ouest | ACR0000862 | 2004 | Église Saint-Georges                        |
| École                                       | Roncey                | 7A route de Saint-Denis                              | 48° 59′ 22″ nord, 1° 20′ 09″ ouest | ACR0000863 | 2006 | École                                       |
| Église Sainte-Croix : clocher               | Saint-Lô              |                                                      | 49° 06′ 59″ nord, 1° 05′ 05″ ouest | ACR0000864 | 2004 | Église Sainte-Croix : clocher               |
| Église Saint-Martin d'Hébécrevon            | Thèreval              | Hébécrevon                                           | 49° 07′ 35″ nord, 1° 10′ 03″ ouest | ACR0000856 | 2004 | Église Saint-Martin d'Hébécrevon            |
| Église Saint-Pierre de La Chapelle-en-Juger | Thèreval              | La Chapelle-en-Juger Rue de la Source Rue du Mercure | 49° 07′ 42″ nord, 1° 12′ 54″ ouest | ACR0000857 | 2004 | Église Saint-Pierre de La Chapelle-en-Juger |
| Église Saint-Pierre                         | Villiers-Fossard      | Place de l'Église                                    | 49° 09′ 27″ nord, 1° 03′ 37″ ouest | ACR0000865 | 2004 | Église Saint-Pierre                         |